# Malý Borný
Malý Borný (372 m n. m.) je neovulkanický vrch v okrese Česká Lípa Libereckého kraje, ležící asi 3 km SSV od města Doksy na příslušném katastrálním území.

## Popis vrchu

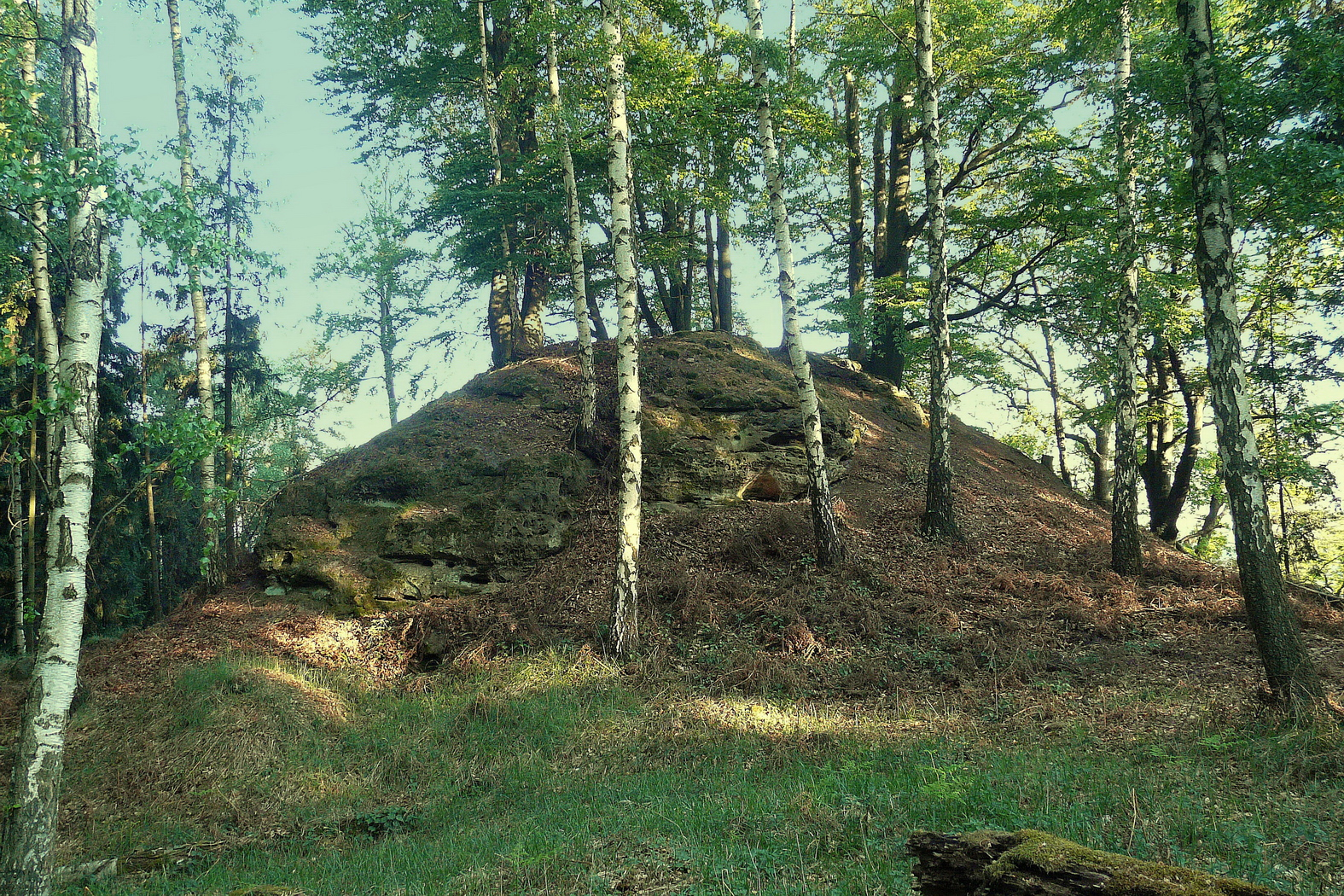
Pískovcový vrchol Malého Borného

Ze skalních stěn na jihozápadním svahu jsou výhledy na blízký vrch Borný, část Máchova jezera, Jestřebskou kotlinu a Polomené hory, z vrcholu na oba Bezdězy. Malý Borný se nachází mezi majestátnějším jmenovcem Borným (mezi nimi vede silnice Doksy – Staré Splavy) a vyvýšenou plošinou Hradčanské pahorkatiny.

## Geomorfologické členění
Vrch náleží do celku Ralská pahorkatina, do podcelku Dokeská pahorkatina, do okrsku Jestřebská kotlina, do podokrsku Okenská pahorkatina.

## Přístup
Automobil je možno zanechat nejblíže u silnice Doksy – Staré Splavy nebo v kempech u Máchova jezera. Na vrchol nevede žádná cesta, tudíž je nutno si vybrat nejschůdnější trasu po poměrně strmých svazích.